# Zungennadel
Die Zungennadel ist ein maschenbildendes Element bei Strick- und Wirkmaschinen. Einen wesentlichen Anteil am Erfolg der Rundstrickmaschinen hatten die Erfindung der Zungennadel sowie der Erfinder Mac Nary, der eine Rundstrickmaschine mit Pendelgang entwickelte und so die Ferse eines Strumpfes maschinell herstellen konnte.

## Verwendung
Bei Nadelwebmaschinen für Schmaltextilien (Bänder) ist die Zungennadel notwendig, da die eine Kante des Gewebebandes durch ein Verhäkeln des Schussfadens entsteht.
Zungennadeln können sowohl in Strickmaschinen (Rund- und Flachstrickmaschinen) als auch in Wirkmaschinen (vor allem Raschelmaschinen) eingesetzt werden. Sind die Nadeln einzeln beweglich (z. B. in einem Nadelkanal) gelagert, so handelt es sich um eine Strickmaschine. Bei Wirkmaschinen werden die Nadeln fest in einer Nadelbarre gehalten und können nur gemeinsam bewegt werden.

## Erfindungen (Auswahl)
| Datum     | Land                | Erfinder                            | Anmerkung |
| --------- | ------------------- | ----------------------------------- | --- |
| 1806      | Frankreich          | Pierre Jeandeau                     | Erstes Patent einer Zungennadel (auch Tumblernadel) ohne Beispiel einer praktischen Verwendung. |
| 1847–1849 | England             | Matthew Townsend (Leicester)        | Zungennadel (englisch latch needle, tumbler, self-acting needle) |
| 1858      | Deutschland         | Lembcke und Gottlebe (Wittgensdorf) | Röhrennadel und Doppelzungennadel |
| 1859      | England Deutschland |                                     | Fangkettenstuhl mit Zungennadeln (Apolda) weiterentwickelt als „Raschelmaschine“ |
| 1863      | USA                 | Isaac Wixom Lamb                    | Grundprinzip einer Flachstrickmaschine mit Zungennadeln. Nadeldoppelbett-Strickrahmen – die (Zungen-)Nadeln sind hier jeweils im Winkel von etwa 90° zueinander angeordnet. Mit seiner handbetriebenen Flachstrickmaschine war eine schnelle Fertigung von Schlauch- und rechts/rechts-Ware möglich. |
| 1865      | England             | Clay                                | Rundstrickmaschine mit Doppelzungennadeln (ermöglichte die Herstellung links/links gemusterterStrickwaren) |
| 1881      |                     | Armand Durand                       | Röhrchennadeln englisch tubular pipe compound needle und Doppelzungennadeln |
| 1890/1900 | Deutschland         | Firma C. A. Roscher (Mittweida)     | Englischer Rundstuhl mit einzeln beweglichen Zungennadeln |